# Маршаллові Острови
Респу́бліка Марша́ллові Острови́ (марш. Aolepān Aorōkin M̧ajeļ, англ. Republic of the Marshall Islands) — тихоокеанська держава в Мікронезії. Межує на заході та південному заході з територіальними водами Федеративних Штатів Мікронезії, на півдні — з територіальними водами Кірибаті, з інших боків — з нейтральними водами Тихого океану. Довжина прибережної смуги — 370,4 км. Республіка Маршалові Острови розташована на 29 атолах і 5 островах архіпелагу Маршаллові острови, який складається з ланцюгів Ралік і Ратак. Загальна площа суші — 181,3 км²; території, зайнятої лагунами, — 11 673 км². Населення Маршаллових Островів — 72 191 особа (2015, оцінка). Столиця — Маджуро.
Першим островом, поміченим європейцями, став атол Бокак, відкритий іспанським мореплавцем Алонсо Де Салазаром 1526 року. Згодом Маршаллові Острови по черзі ставали територією різних колоніальних держав: 1886 року — Німецької імперії, 1914 року — Японській імперії, яка продовжила управляти островами після Першої світової війни вже за мандатом Ліги Націй, 1947 року — включені до складу підопічної території ООН під управлінням США. Як державне утворення, Маршаллові Острови виникли 1983 року в результаті розділу підопічної території ООН Тихоокеанські острови. З 1986 року Острови перебувають у «вільній асоціації» зі США. Маршаллові Острови — член ООН, Південнотихоокеанської комісії та Форуму тихоокеанських островів.

## Назва
Маршаллові Острови названі на честь британського капітана Джона Маршалла (також відомого під іменем Вільям Маршалл), який разом з іншим капітаном, Томасом Гільбертом, на честь якого названі сусідні острови Гільберта, досліджував архіпелаг 1788 року під час перевезення ув'язнених у Новий Південний Уельс.

## Географія

### Загальна географія

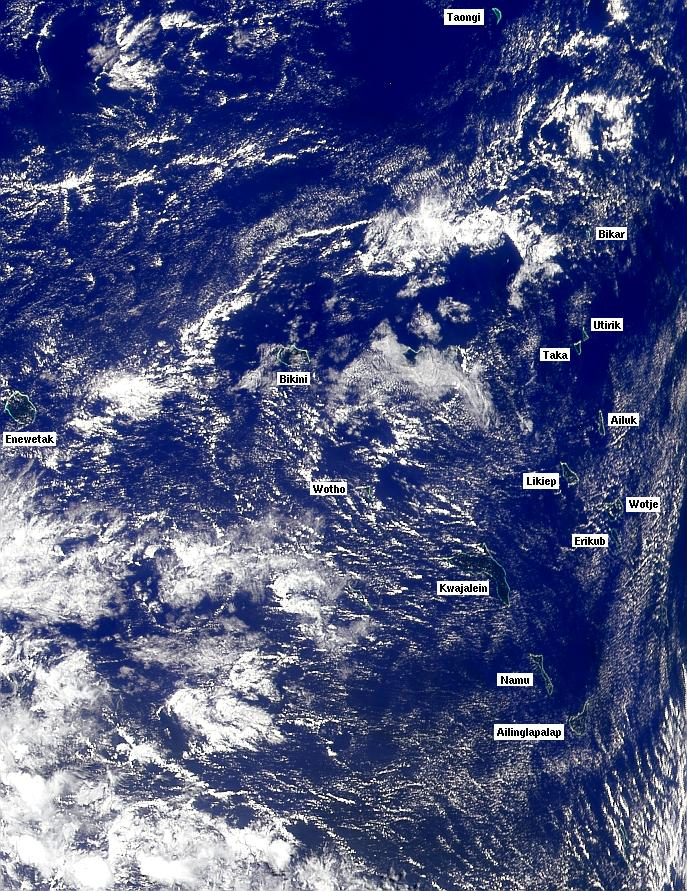
Знімок Маршаллових Островів з космічного супутника, березень 1999 р.

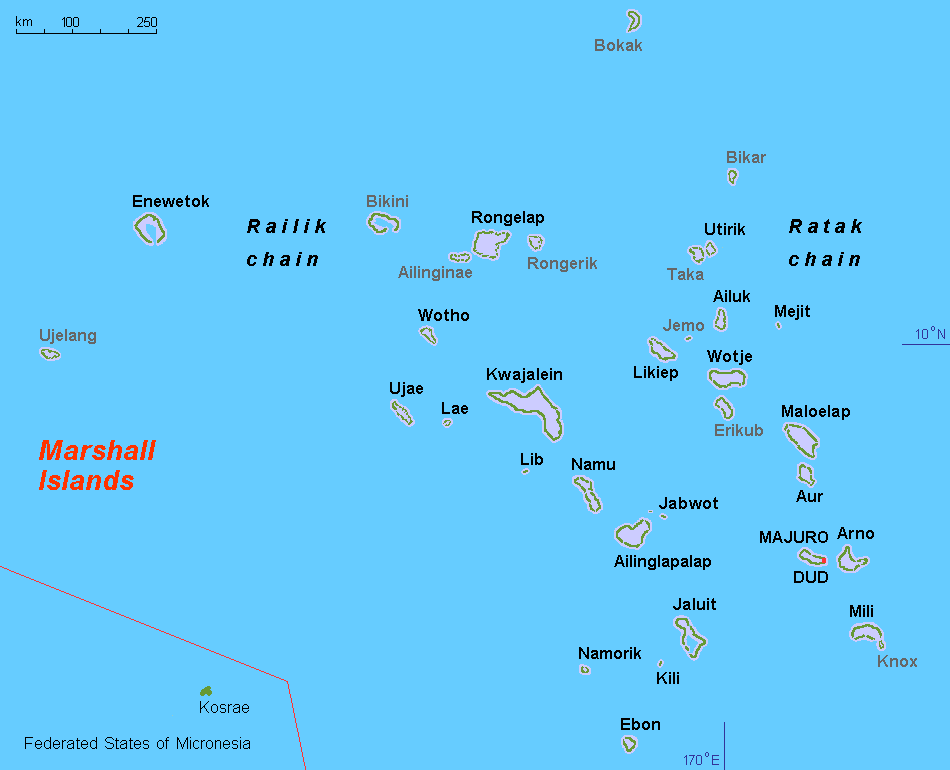
Мапа островів

Мікронезійська держава Маршаллові Острови є скупченням з атолів та островів, розташованих у Тихому океані трохи північніше екватора. Столиця країни, місто Маджуро, розташоване за 3438 км на захід від міста Гонолулу, адміністративного центру американського штату Гаваї, за 3701 км на південний схід від Токіо, столиці Японії, та за 3241 км на південний схід від міста Сайпан, столиці Північних Маріанських островів. Найближчі архіпелаги — Каролінські острови, що належать Федеративним Штатам Мікронезії та Палау й розташовані на південний захід від Маршаллових Островів, та острови Гільберта, що лежать на південному сході й належать Республіці Кірибаті.
Площа суші Маршаллових Островів становить усього 181,3 км², у той час, як площа території, зайнятої лагунами, — 11 673 км². Країна розташувалася на 29 атолах і 5 віддалених островах, які розділені на дві групи: 18 островів у ланцюзі Ралик (у перекладі з маршальської мови «захід») і 16 островів у ланцюзі Ратак (або Радак; у перекладі з маршальської мови «схід»). Обидва ланцюги перебувають приблизно за 250 км один від одного і простягаються з північного заходу на південний схід приблизно на 1200 км. Найважливішими островами є атоли Кваджалейн і Маджуро. Найбільший острів Республіки Маршаллові Острови — Кваджалейн — є водночас атолом з найбільшою лагуною у світі. Попри те, що площа його суші становить усього лише 16,32 км² (або 6,3 милі²), площа лагуни становить 2174 км² (або 839,3 милі²). Усі острови низинні, а атоли складаються з великої кількості моту, загальна чисельність яких у країні перевищує 1100. Найвища точка країни, що досягає всього 10 м, розташована на атолі Лікієп.
Найпівнічнішим островом Республіки є острів Бокак (або Таонгі) у ланцюзі Ратак: він розташований за 280 км на північний захід від атола Вейк, який нині перебуває під владою США й належність якого Маршаллові Острови оскаржують. Найпівденніший острів Маршаллових Островів — атол Ебон, найзахідніший — Уджеланг (вони обоє розташовані в ланцюзі Ралік), найсхідніший — Нокс у ланцюзі Ратак.

### Геологія

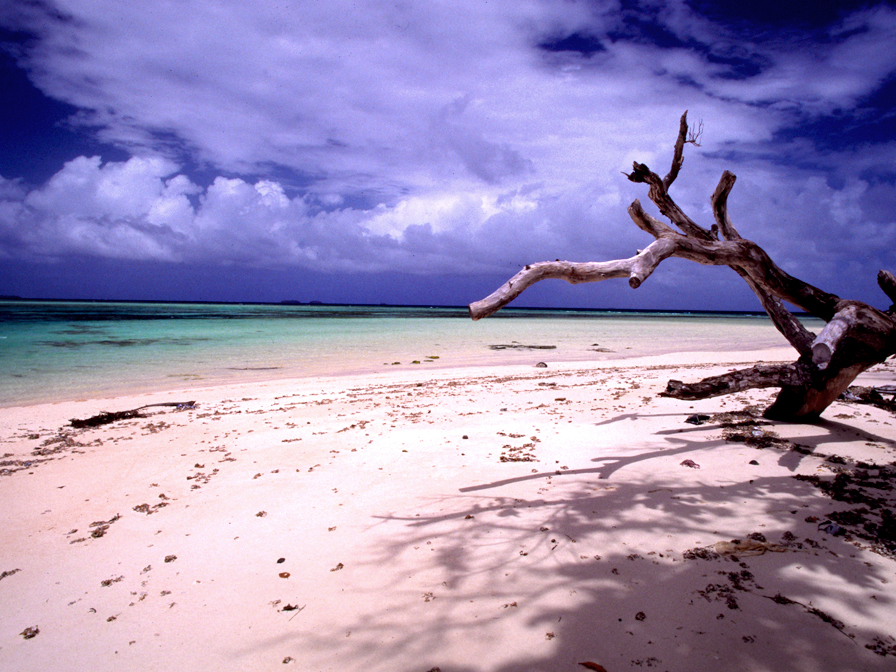
Пляж одного з атолів країни

Двадцять дев'ять із тридцяти чотирьох островів Республіки Маршаллові Острови — атоли (інші острови є піднятими атолами). Згідно з теорією Чарльза Дарвіна, формування атолів відбувалося в результаті занурення вулканічних островів, на поверхні яких поступово росли корали. Відбувалося формування облямувального рифу, а згодом і бар'єрного, який поступово надбудовувався коралами. У результаті виникала суша атолу. Ріст коралів і водоростей найбільш активно проходив у районах рифу, звернених до океану. У результаті, ці зовнішні краї рифу встигали за осіданням вулканічного острова. Внутрішні ж райони острова, навпаки, поринали під воду. Згодом у цих місцях відбулося формування мілководних лагун.
На поверхні рифів поступово накопичувався пісок, який формувався під впливом хвиль і течій, особливо під час сильних припливів і відпливів. У припливній же зоні пляжу утворювалася берегова порода, зовнішній похилий шар з каменів. У результаті в наземних рослин з'являлася опора, на якій вони могли б рости. На острові ж формувалася стійка до високого вмісту солей у ґрунті рослинність, яка своїм корінням скріплювала різні осадові породи й перешкоджала водній та вітряній ерозії. Так формувалися піщані острівці або моту атола.
Піднятий атол є піднятим вулканічним островом, який утворювався у результаті підйому коралової платформи, яка оточує вулканічне плато в центрі острова.
Корисні копалини, виробництво яких можна було б здійснювати у промислових розмірах, на поверхні та у надрах Маршаллових Островів відсутні. Однак, у ході попередніх досліджень, на деяких островах були знайдені фосфати, а у межах територіальних вод країни — скупчення залізо-марганцевих конкрецій, а також кобальту. Одначе, наразі жодних розробок не ведеться.

### Клімат

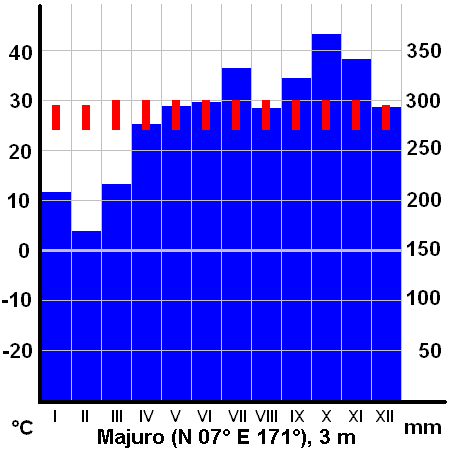
Середня річна температура (червоний) і кількість опадів (синій) на острові Маджуро

Особливістю регіонального клімату Маршаллових Островів є зміна кліматичних умов з півночі на південь, у тому числі збільшення у даному напрямку кількості опадів. На північних островах країни клімат тропічний, напівпосушливий. Наприклад, на найпівнічнішому атолі Маршаллових Островів — Бокаке — він практично напівпустельний, хоча кількість опадів що випадають на ньому, близька до показників західних прерій США. Це обумовлено кількома факторами: пористістю ґрунтів, сольовими туманами та солоними ґрунтовими водами. Кількість опадів на Маршаллових Островах збільшується в міру руху на південь і досягає свого максимуму на атолі Ебон — найпівденнішому острові країни, розташованому в екваторіальному поясі.
Іншою важливою кліматичною особливістю місцевого клімату є розташування Маршаллових Островів у зоні північно-східних пасатів. Протягом більшої частини року на островах переважають вітри, що дмуть із північного сходу. Вони відрізняються високою вологістю. На всіх островах, окрім найпівнічніших, часто трапляються зливи.
Для архіпелагу типовими є тропічні шторми та урагани, або тайфуни, у період яких спостерігається випадання великої кількості опадів, сильні вітри, які ламають дерева і руйнують будинки, а також високі хвилі, котрі загрожують змити низинні острівці. Трапляються посухи. Причиною кліматичних катаклізмів найчастіше є Ель-Ніньйо.
Щомісячний рівень опадів на Маршаллових Островах становить близько 300—380 мм. На північних островах країни щорічно випадає від 1000 до 1750 мм опадів, на південних — 3000—4300 мм. На північних островах найсильніші дощі трапляються з вересня по листопад, на півдні ж вони випадають цілий рік.
Температурний режим на архіпелазі протягом року залишається постійним. Різниця між найхолоднішим і найтеплішим місяцями становить 1—2 °C. Найнижчі нічні температури зазвичай на 2-4 градуси вищі від найнижчої денної температури. Середньорічна температура на Маршаллових Островах становить 27,8 °C.

### Ґрунти та гідрологія
Ґрунти Маршаллових Островів — високолужні, коралового походження (в основному білий або рожевий кораловий пісок), досить бідні. Типово вони пористі, оскільки дуже погано затримують вологу. Також місцеві ґрунти містять дуже мало органічних і мінеральних речовин, за винятком кальцію.
Постійні водойми із прісною водою — велика рідкість для Маршаллових Островів. Проточна вода на островах повністю відсутня. Невеликі потоки води утворюються лише після сильних дощів. Ґрунтові води зустрічаються практично на всіх атолах, окрім найпівнічніших, де клімат найбільш посушливий. Дощова вода, що просочується крізь пористий ґрунт, утворює лінзу злегка солонуватої води. Дістатися до неї можна, виривши колодязь. Через незначну кількість води, що поступає у ці лінзи, і тривалих припливних флуктуацій, лінзи відносно тонкі, як і зона змішання прісної та морської води. На деяких атолах країни, де клімат найбільш вологий, зустрічаються невеликі, здебільшого солонуваті, ставки, які утворилися в результаті ізоляції окремої ділянки лагуни й постійного змішання лагунової солоної води із прісної дощової. Один із прісноводних ставків існує на острові Ліб в ланцюгу Ралік.

### Флора
Лише на декількох незаселених островах архіпелагу збереглися ліси, у яких росте типова для атолів рослинність. На інших острівні екосистеми зазнали значних змін під впливом антропогенного фактора: більша частина місцевої флори була знищена, а замість корінних рослин були висаджені плантації кокосової пальми та хлібного дерева. Інші атоли постраждали від воєнних дій: з 1946 по 1960-й рр. на Бікіні та Еніветоці американцями проводилися випробування ядерної зброї. 1954 року на атолі Бікіні США під кодовою назвою «Браво» випробували свою першу водневу бомбу. За своєю силою вибух у 1000 разів перевищив вибух у Хіросімі, а радіоактивні опади від нього випали на сусідні острови. Ядерні випробування завдали величезної шкоди екосистемам островів.
В останні роки місцевій флорі та фауні загрожує підвищення рівня Світового океану, викликаного глобальним потеплінням. Воно веде до забруднення ґрунтових вод, відступу суші перед океаном.
На Маршаллових Островах росте 80 видів рослин, з яких один — ендемічний для архіпелагу, а два — для Мікронезії. Найпоширенішим видом є кокосова пальма, насадження якої вкривають близько 60 % суші архіпелагу. Ця рослина відіграє ключову роль у житті острів'ян: вона є, з одного боку, джерелом деревини, з іншого, становить основу раціону маршалльців. З маслянистого ендосперму горіхів роблять копру, яка становить основу експорту країни. Серед інших важливих для місцевих жителів рослин зустрічаються пандануси, хлібне дерево, таро і банани. В острівних лісах в основному ростуть пізонії, турнефорції. Зустрічаються мангрові зарості.

### Фауна
Найважливішими представниками місцевої фауни є черепахи та морські птахи. На багатьох північних островах — Бікар, Бокак, Бікіні — відкладають яйця зелені черепахи, однак, раніше широко розповсюджена морська черепаха бісса стала рідко зустрічатися у місцевих водах. Багато з Маршаллових островів є великими пташиними базарами, де гніздяться морські птахи (усього 106 видів птахів). Єдиними наземними птахами країни є тихоокеанський плодоядний голуб і фіолетовошапочний строкатий голуб, нині вимерлий на більшості островів. Повсюдно зустрічаються ссавці й гекони. Усі дев'ять видів ссавців інтродуковані на Маршаллові Острова.
Прибережні води островів дуже багаті рибою (близько 250 видів) і коралами (близько 146 видів).
У країні немає заповідників або територій, що охороняються.

## Історія

Мапа з позначенням німецьких колоній (1897)

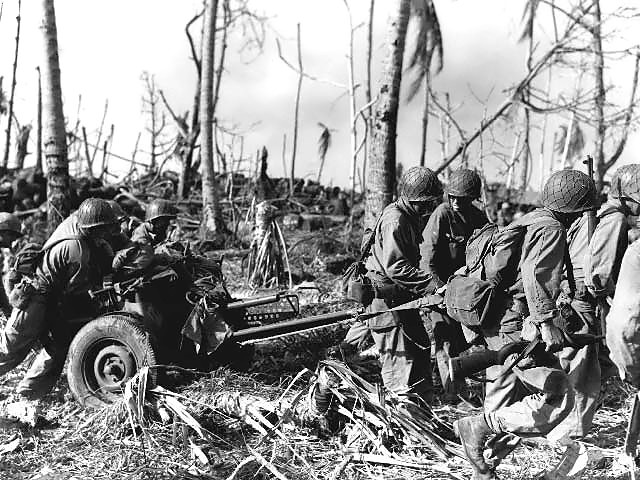
Американські солдати на атолі Кваджалейн в роки Другої світової війни

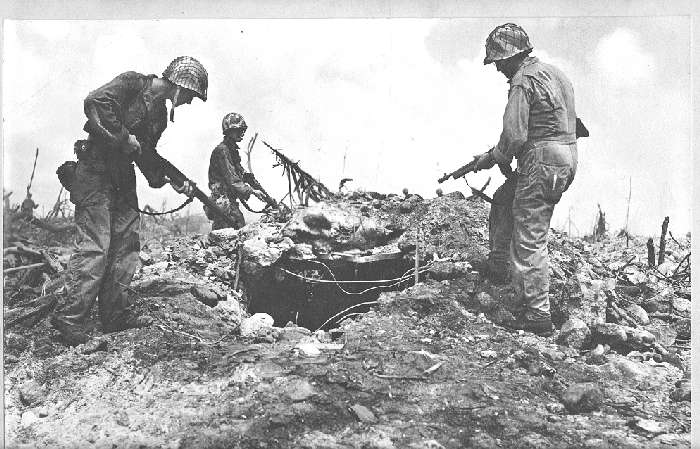
Захоплення японської землянки американськими військовими

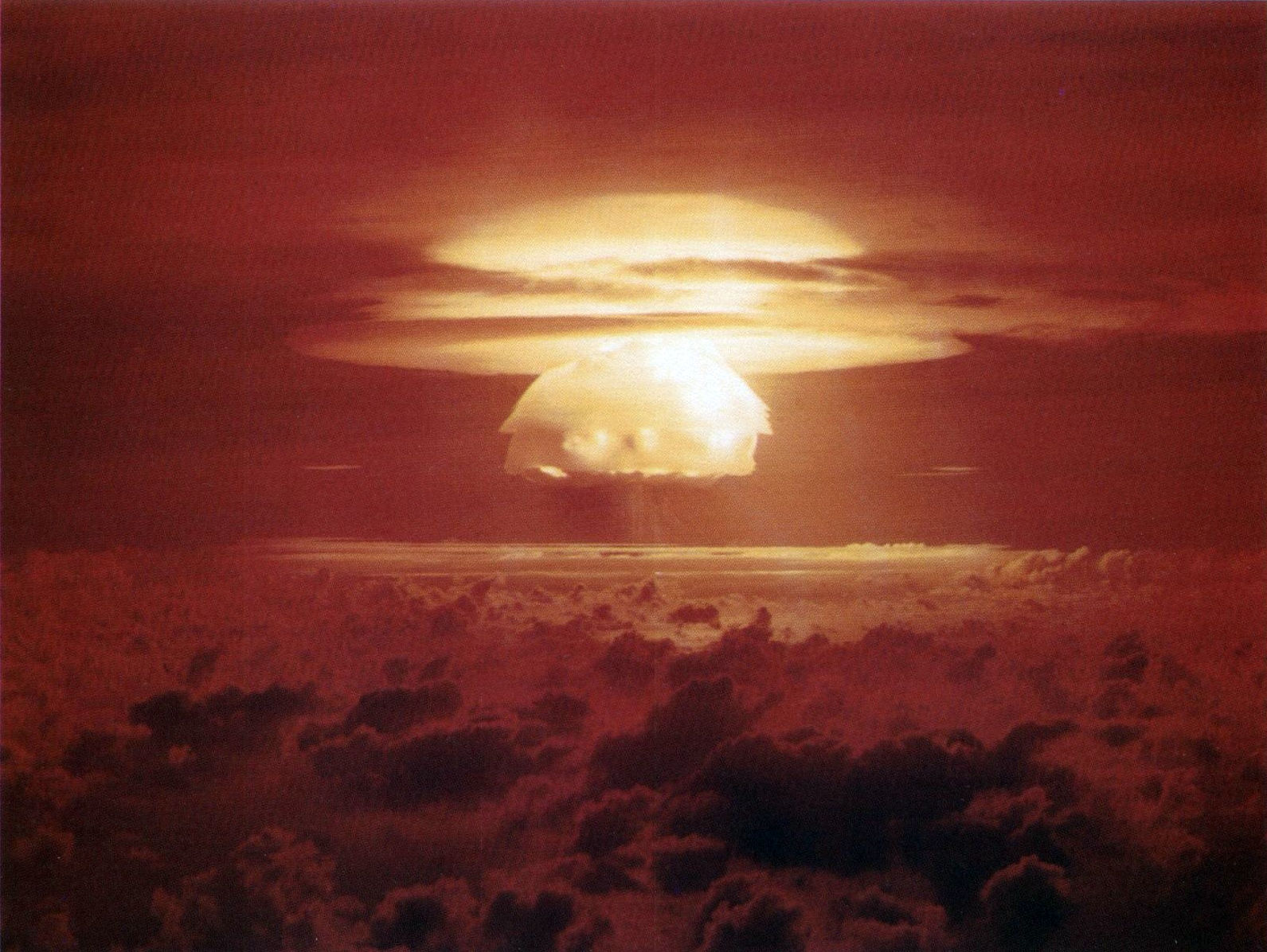
Найбільше ядерне випробовування США. Фортеця Браво на острові Бікіні

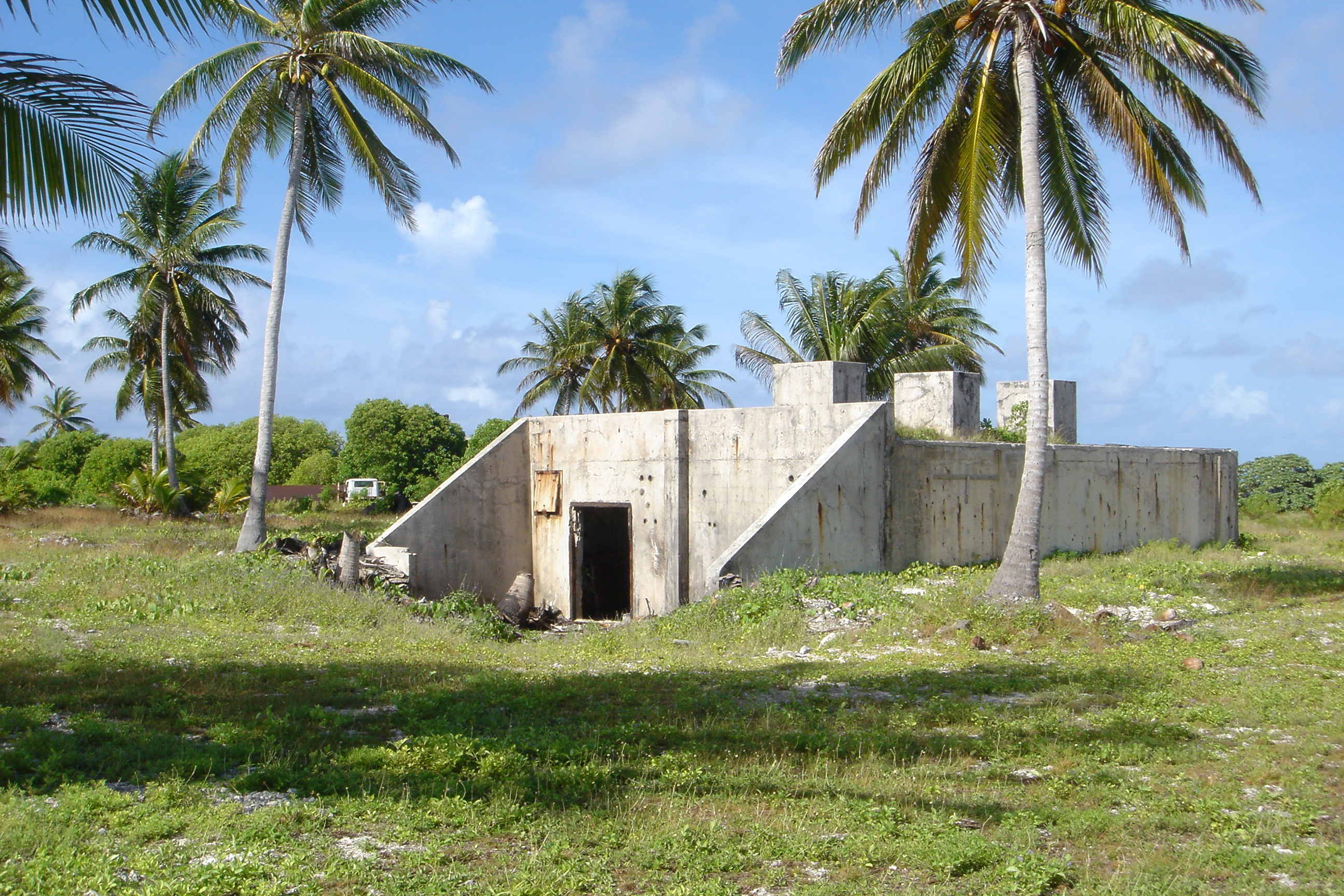
Бункер США на атолі Бікіні

### Рання історія
Про ранню історію Маршаллових Островів відомо дуже мало. Імовірно, острови були заселені близько 2000 років тому вихідцями з Південно-Східної Азії.
Першим островом, поміченим європейцями, став атол Бокак, відкритий іспанським мореплавцем Алонсо Де Салазаром 1526 року. Проте, архіпелаг залишався безіменним аж до 1788 року, коли острови були повторно відкриті британським капітаном Джоном Маршаллом, на честь якого вони й були названі. Згодом повз Маршаллові Острови пропливали судна багатьох держав, однак, жодна з них не висунула територіальні претензії з метою анексії. 1875 року Маршаллові Острови були анексовані Іспанією та включені до складу ОСТ-Індії. У 1860-х роках на островах стали з'являтися перші вихідці з Німеччини. Німецькими торговельними компаніями у ці роки була розгорнута ціла мережа з торгівлі копрою та іншими товарами. 1885 року архіпелаг був анексований Німецькою імперією, незважаючи на претензії з боку Іспанії.

### Німецька Нова Гвінея (1885—1914)
1885 року  завдяки папському посередництву та виплаті компенсації Іспанії в розмірі  4,5 млн. $ Маршаллові острови стали протекторатом Німецької імперії. Адміністративним центром островів став Джалуїт, а з 1887 по 1906 року адміністративні функції виконувала «Джалуїтська компанія». Верховні вожді іроїдж залишилися при своїй владі, але знаходилися під контролем колоніальної німецької адміністрації. 1906 року німецький уряд встановив прямий контроль над Маршалловими островами, а адміністративний центр розташувався в місті Рабаул в Німецької Нової Гвінеї.
За часів німецького контролю і навіть до нього Маршаллові острови час від часу відвідували японські торговці та рибалки, проте контакти з остров'янами не були недовготривалими. Наприкінці XIX-початку XX ст. японський уряд проводив планомірну політику по перетворенню Японії в велику економічну і військову державу в Східній Азії: в 1894—1895 роках країна вела вдалу війну проти Китаю з метою встановлення контролю над Кореєю, в 1905 року перемогла Росію, а в 1910 року — анексувала Корею.

### Імперська японська військова окупація (1914—1919)
У роки Першої світової війни, у вересні 1914 року, Японія зайняла частину Мікронезії, яка належала Німеччині, у тому числі Маршаллові Острови. 29 вересня 1914 року японські війська зайняли атол Еніветок, а 30 вересня 1914 року — атол Джалуіт. Відтоді острови залишалися під контролем Японії аж до зайняття архіпелагу американцями в роки Другої світової війни. З 1920 року Маршаллові Острови управлялися Японією за мандатом Ліги Націй.
Офіційно Німеччина відмовилася від усіх своїх тихоокеанських володінь, в тому числі Маршаллових островів, 28 червня 1919 року. 

### Південний Тихоокеанський мандат (1919—1944)
17 грудня 1920 року Рада Ліги Націй затвердив мандат Японії над колишніми німецькими колоніями в Тихому океані, розташованими на північ від екватора. Адміністративним центром Маршаллових островів продовжував залишатися атол Джалуіт.
На відміну від Німецької імперії, яка мала переважно економічні інтереси в Мікронезії, приєднання цієї території до Японії, навіть не дивлячись на невелику площу і бідність ресурсів, могло б деякою мірою розв'язати проблему зросту населення країни та дефіциту землі. За роки колоніального панування на Маршаллові острови переселилося понад 1000 японців, але на відміну від Маріанських островів і Палау їх частка на архіпелазі ніколи не перевищувала чисельності корінного населення.
Управління Маршалловими островами в японський період відрізнявся високою ефективністю: був значно розширений адміністративний апарат, а місцеві лідери стали призначатися японцями, що послабило авторитет традиційних лідерів. Японія також намагалася змінити соціальну організацію на островах з матрилінійної на патрилінійну, але спроби не дали успіху. Третина всієї землі перейшла під контроль уряду, а в 1930-х роках весь приморський берег Маршаллових островів аж до високої води було оголошено власністю японського уряду. На архіпелазі було заборонено перебувати іноземним торговцям, щоправда, діяльність католицьких і протестантських місіонерів була дозволена.
Японізація корінного населення через систему освіти, вивчення японської мови та культурні зміни стала урядовою стратегією не тільки на Маршаллових островах, а й на інших мандатних територіях в Мікронезії. 1933 року Японія була виключена з Ліги Націй, але, попри це, вона продовжувала керувати островами в регіоні, а наприкінці 1930-х років навіть почала будівництво військово-повітряних баз на деяких атолах, які надалі обслуговували місцеві жителі. Маршаллові острови займали важливе географічне положення, бувши найзахіднішою точкою в оборонному кільці Японії напередодні Другої світової війни.
За кілька місяців до розгрому кораблів на Перл-Харборі атол Кваджалейн став адміністративним центром 6-ї сили з обслуговування флоту, завданням яких була оборона Маршаллових островів. 1943 року після битви на атолі Тарава метою американських збройних сил була мінімізація подальших втрат за допомогою захоплення окремих японських баз і обходу інших. 

### Військова окупація США (1944—1947)
Битви на Маршаллових островах завдавали непоправної шкоди, перш за все, по японських базах. В ході американського бомбардування островів населення страждало від браку продовольства і різних поранень. Наприклад, до серпня 1945 року половина японського гарнізону в 5100 осіб на атолі Милі померла від голоду через повітряні та морські атаки збройних сил США, які тривали з середини 1943 року.
1944 року американці без особливих зусиль, всього за один місяць, захопили атоли Кваджалейн, Маджуро й Еніветок (на Кваджалейн і Маджуро були створені американські військові бази), а протягом наступних двох місяців захопили всі острови, крім Вотьє, Милі, Малоелап і Джалуіт.
1946 року США на атолі Кваджалейн побудували стратегічну військову базу США, звідки здійснювалося випробування ядерної зброї на островах Бікіні та Еніветок, які проводилися з 1946 по 1958 роки. 

### Підопічна територія ООН Тихоокеанські острови (1947—1986)
18 липня 1947 року ООН було вирішено про створення нового манданту над територіями, котрі до 1944 року перебували під керуванням Японської імперії. Мандат Ліги Націй був формально відкликаний Організацією Об'єднаних Націй в липні 1947 року, а управління Підопічною територією Тихоокеанські острови взяли на себе США.
Причиною до випробувань ядерної зброї стала холодна війна і можливість збройного конфлікту з СРСР та його сателітами. Під час випробувань на цих атолах всі жителі були евакуйовані. 1952 року на Еніветок була підірвана перша в історії людства воднева бомба, а 1954 року на атолі Бікіні — випробувана була найбільша  бомба, яка рівноцінна 1000 малим ядерним бомбам. Через потік радіації довелося евакуювати жителів і військовий персонал із  сусідніх островів Ронгелап, Ронгерік, Утірік і Аілінгінае. З 1956 року випробовування припинилися, а по серпень 1998 р. маршалльцям було виплачено за завдання збитків від випробувань ядерної зброї бл. 760 млн. $. Незабаром на атолі Кваджалейн з'явилася стратегічна військова база США, звідки здійснювався контроль над випробуваннями ядерної зброї на островах Бікіні та Еніветок, які проводилися з 1946 по 1958 рік.
Економічний розвиток в ці роки був вкрай уповільненим, оскільки американці робили акцент на необхідність зміцнення Мікронезії для протистояння можливого проникнення комуністичного впливу на Азійсько-тихоокеанський регіон. З військової точки зору Мікронезія займала дуже вигідне стратегічне розташування: невелика чисельність населення, величезні водні ресурси, географічне розташування, що дозволяло спостерігати за потоком радіації, і віддаленість від найбільших населених пунктів США.

### Республіка Маршаллові Острови (з 1986)
1979 року архіпелаг одержав обмежену автономію, а 1986 року із США було підписано Договір про вільну асоціацію, згідно з яким США визнавали незалежність Республіки Маршаллові Острови, а Республіка, своєю чергою, надавала військовим Сполучених Штатів право перебувати на території країни; також зберігалися усі військові бази. Оборона країни стала обов'язком США. Формально, період опіки на Маршаллових Островах закінчився 22 грудня 1990 року після рішення ООН. Договір про вільну асоціацію з США закінчився у вересні 2001 року. Після майже трьох років переговорів, 30 червня 2004 року договір про вільну асоціацію було поновлено ще на 20 років.
2005 року Гонолульська інтернаціональна авіакомпанія «Aloha» скасувала свої польоти на Маршаллові острови через перевищення рівня радіації та екологічну катастрофу на атолах. 2008 року повінь досягла столиці Мадрехо, найбільший рівень води у деяких місцях сягав 0,91 м. На Різдво уряд оголосив про надзвичайний стан, 2013 року хвилі пошкодили багато столичних будівель. В той час на північних атолах Маршаллові острови постраждали від посухи, яка залишила у важкому становищі 6000 людей, які виживали менш ніж за 1 літр води на день. Через посуху північні острови потерпали від неврожаю в основному харчових культур. У результаті цих надзвичайних ситуацій президент США Барак Обама заявив про надзвичайну ситуацію на островах. Уряд США підтримав Маршалові острови надавши їм гуманітарну та життєво необхідну допомогу.
У вересні 2013 року на Маршаллових островах відбувся саміт 44-го Форуму Тихоокеанських Островів з питань кліматичних змін та сумісної боротьби проти стихійної катастрофи. Підвищення рівня моря створило серйозну загрозу островам. Незалежно від стихійних катастроф більша частина території островів може стати непридатною для життя, якщо рівень води перевищить норму. Значні повені відбулися також і 2014 року. Тисячі остров'ян протягом останніх десятиліть емігрували до США з ціллю отримати якісне медичне лікування, з ціллю здобути освіту та у пошуках роботи. Багато емігрантів оселилися у штаті Арканзас.  
2012 року на нараді ООН звітувало, що забруднення ядерних випробовувань на островах майже незворотне. 2014 року геологічна служба США звітувала, що через повені морська вода засолює прісну воду на островах, що може привести до повного знеселення островів. У середині 2017 року Стенфордський університет звітував, що на атолі Бікіні була помічена велика кількість риби та відновлення рослинності на коралових рифах. Однак ця територія островів залишається незаселеною через забруднення радіоактивними речовинами. 

## Адміністративний поділ
У роки існування Підопічної території Тихоокеанські острови Маршаллові Острови становили один округ.
На даний час Маршаллові Острови розділені на 33 муніципалітети: Аілінгінае, Аілінглаплап, Аїлук, Арно, Аур, Бікар, Бікіні, Бокак, Вото, Джабат, Джалуїт, Джемо, Кілі, Кваджалейн, Лае, Ліб, Лікіеп, Маджуро, Меджіт, Милі, Наморік, Наму, Ронгелап, Ронгерік, Така, Уджае, Уджеланг, Утірік, Ебон, Еніветок, Ерікуб. Чотири окружні центри — Маджуро, Ебеє, Джалуіт та Вотье — мають органи місцевого самоврядування з виборною радою, мером, призначеними чиновниками та місцевою поліцією.

## Політична система

### Державний устрій
Маршаллові Острови — самоврядне державне утворення у вільній асоціації із США. Конституція, прийнята 1 травня 1979 року, встановлює республіканську форму правління, що поєднує в собі риси британської й американської політичних систем.
Після здобуття незалежності 1983 року в країні був проведений референдум, результатом якого став курс на продовження тісних зв'язків зі США. У листопаді 1986 року було підписано асоціації зі США.
Договір про вільну асоціацію, який діяв протягом 15 років, 30 червня 2004 р. був продовжений. Згідно з ним, Республіка Маршаллові Острови як суб'єкт міжнародного права, могла проводити самостійну зовнішню політику, у той час, як фінанси країни були підпорядковані США. Штати також зберегли за собою ексклюзивне право на розташування на атолі Кваджалейн власних збройних сил. Також гарантувалося дотримання американської програми ядерних випробувань. В обмін на ці поступки США взяли на себе оборону Островів, гарантувався доступ Маршаллових Островів до федеральних програм США, маршальцям надавалося право жити та працювати на території Штатів. При цьому США виділяли Островам значні кошти: у 1987 року — $48 млн, у 2001—2002 роках — $34,7 млн. Таким чином, з 1987 по 2002 роки державний бюджет Маршаллових Островів на 70 % складався із засобів отриманих від США. Дія договору минула 2002 року. Новий Договір про вільну асоціацію терміном на 20 років було підписано 6 грудня 2003 року. Згідно з ним, США зобов'язалися продовжити фінансування економіки Маршаллових Островів (суми були заздалегідь зазначені у договорі).

#### Законодавча влада

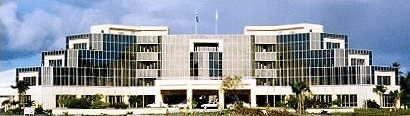
Будівля Парламенту Маршаллових Островів

Вищий орган законодавчої влади — парламент, який складається з двох палат: Ради вождів (марш. Council of Iroij, верхня палата) і нітіжели (марш. Nitijela, нижня палата).
Законодавчою владою наділена нижня палата парламенту, котра складається з 33 депутатів. Строк повноважень палати — чотири роки. Кандидатом у депутати нижньої палати парламенту може стати тільки громадянин Маршаллових Островів, котрий досяг 21 року. Депутати обираються на основі загального виборчого права. Вибраним є кандидат, котрий набрав просту більшість голосів. На першому після виборів засіданні члени нижньої палати зі свого складу обирають спікера і його заступника. Регулярна сесія палати починається у перший понеділок січня і триває протягом 50 днів. Президент має право розпустити нижню палату у випадку дворазового висловлення останньою вотуму недовіри (якщо обидва рази новий президент не був обраний), а також у випадку, якщо протягом 30 днів після виборів президента не вдалося сформувати Кабінет міністрів.
Верхня палата, або Рада вождів, наділена консультативними функціями: вона може обговорювати будь-яке питання, що стосується Маршаллових Островів, і висловлювати свою думку Кабінету міністрів, а також вимагати перегляду будь-якого закону, прийнятого нижньою палатою парламенту у третьому читанні, що стосується звичаєвого права, традиційної практики або прав володіння землею. Рада вождів складається з 12 представників (марш. Iroijlaplap) від округів ланцюгів Ралік і Ратак: ланцюг Ралік (без Уджеланга) представляють 4 людини; Уджеланг, Мілі, Арно, Меджіт, Маджуро, Аірок (моту в атолі Малоелап), Ликиеп — по 1 людині від кожного округу; острови Аур, Малоелап (без моту Аірок), Вотьє, Утірік та Аілук мають одного представника. На першому засіданні ради з-поміж представників таємним голосуванням вибирається голова Ради вождів і його заступник.

#### Виконавча влада
Згідно з Конституцією Маршаллових Островів, главою держави є президент, який обирається зі складу членів нижньої палати парламенту самими депутатами на першому після загальних виборів засіданні. Вибраним є кандидат, що одержав більшість голосів. З 14 січня 2008 року президентом країни є Літоква Томеінг.
Виконавча влада Маршаллових Островів перебуває в руках Кабінету міністрів, члени якого несуть колективну відповідальність перед парламентом країни. До складу Кабінету входить президент Маршаллових Островів, який одночасно повинен бути членом нижньої палати парламенту країни, та інші члени палати, призначені як відповідні міністри. Кандидатури міністрів, яких повинно бути не менше 6 (посади міністра фінансів, іноземних справ, комунікацій і транспорту, ресурсів і розвитку, соціального забезпечення, суспільних робіт) і не більше 10, висуваються президентом країни зі складу нижньої палати, а потім представляються спікерові палати, який вже призначає їх. Якщо президент протягом 7 днів після свого обрання не висунув кандидатури бодай 6 міністрів, то президент усувається з посади та проводяться нові вибори глави держави.
Кабінет визначає загальний напрямок розвитку і здійснює контроль над державною владою країни, представляє нижній палаті парламенту законопроєкти, які необхідні або бажані для здійснення політики та рішень Кабінету, а також вносить пропозиції про підвищення мита або інших джерел державного бюджету і витрат грошей з державної казни. Кабінет підзвітний нижній палаті парламенту у всіх державних витратах. Він відповідає за зовнішню політику країни (у тому числі за договори), підписує за схваленням нижньої палати парламенту міжнародні договори та призначає послів та глав дипломатичних місій Маршаллових Островів, відповідає за вжиття заходів, необхідних для забезпечення безпеки країни, за умови не допущення розміщення на території країни збройних сил у мирний час. Кабінет також наділений правом помилування, відповідає за створення й підтримку лікарень та інших установ у системі охорони здоров'я Маршаллових Островів, за створення та підтримку державних шкіл у системі освіти країни, за створення й підтримку інших інститутів, необхідних для підтримки високого рівня життя населення держави, захисту законних прав, забезпечення економічного, соціального і культурного добробуту маршалльців.

#### Судова влада
Судова влада Маршаллових Островів є незалежною від законодавчої та виконавчої влади. Система судових органів країни включає Верховний суд, Високий суд, звичаєвий суд (англ. Rights Court), окружні суди (англ. District Courts), суди громад (англ. Community Courts) та інші підлеглі суди згідно із законом. Кожний суд Маршаллових Островів має право виносити постанови, встановлювати правила, видавати накази, процедурні інструкції, що не суперечать чинному законодавству й необхідні для здійснення правосуддя і виконання Конституції.
Верховний суд Маршаллових Островів є вищим судом письмового провадження, встановленим конституцією, який володіє апеляційною юрисдикцією з правом винесення кінцевого рішення у всіх справах, розглянутих судами нижчої інстанції. Верховний суд складається з головного судді та інших суддів, кількість яких визначена поточним законодавством.
Високий суд Маршаллових Островів є вищим судом письмового провадження, встановленим конституцією і таким, що володіє загальною юрисдикцією з питань розбіжностей закону і факту. Високий суд складається з головного судді та інших суддів, кількість яких визначена поточним законодавством. Суд також розглядає апеляції на рішення судів нижчої інстанції, перевіряє законність рішень урядових установ, якщо інше не визначено законом.
Судді Верховного і Високого судів призначаються Кабінетом міністрів за рекомендацією Комісії судової служби (англ. Judicial Service Commission) з наступним схваленням нижньою палатою парламенту. Граничний вік судді — 72 роки.
Звичаєвий суд є судом письмового провадження, встановленим конституцією і складається з трьох або більше суддів, що представляють усі класи земельного права: верховного вождя (марш. Iroijlaplap), нижчого за позицією вождя (марш. Iroijedrik), голів громад / робітничих кланів (марш. Alap), общинників / робітників (марш. Dri Jerbal). До юрисдикції традиційного правового суду входить розгляд питань, пов'язаних з визначенням титулів або земельних прав маршалльців, а також законних інтересів, які повністю або частково визначаються звичаєвим правом і традиційною практикою, яка існує в Республіці Маршаллові Острови.
Окружні суди розглядають цивільні спори, суми яких не перевищують $10 000, за винятком тих питань, які віднесені до ведення Високого суду, морських питань, а також справ про земельні суперечки. Суди спільноти діють у муніципалітетах країни. Вони розглядають позови, суми яких не перевищують $200.

#### Виборчі округи
Виборчими правами наділяються громадяни Маршаллових Островів, які досягли 18 річного віку. Не мають права брати участі у виборах особи, визнані душевнохворими, що перебувають у місцях позбавлення волі й особи, звільнені від карного покарання умовно. Виборець може проголосувати лише в одному виборчому окрузі, де він проживає або має земельну ділянку.
Країна розділена на 24 виборчих округи. Округ Маджуро представляють у парламенті 5 депутатів, Кваджалейн — 3 депутати, Аілінглаплап, Арно, Джалуіт — 2 депутати, Аілук, Аур, Бікіні-Кілі, Вото, Вотьє, Джабат, Лае, Ліб, Лікіеп, Малоелап, Меджіт, Милі, Наморік, Наму, Ронгелап, Уджае, Утірік, Ебон, Еніветок-Уджеланг — 1 депутат. Інші незаселені острови включені у ті виборчі округи, з якими вони тісніше всього пов'язані (за традиціями, звичаями). Парламент країни може змінювати як кількість депутатів у парламенті країни, так і межі виборчих округів. При цьому, в округах повинно проживати приблизно однакове число жителів, хоча також можуть враховуватися і географічні особливості, інтереси спільноти, межі чинних адміністративних і традиційних районів, засоби повідомлення і мобільність населення.

#### Місцеве самоврядування
Згідно з Конституцією, населення будь-якого атолу або острова, що не є частиною атолу (тобто моту), має право на систему місцевого самоврядування, яка діє відповідно до чинного законодавства Маршаллових Островів. При цьому, місцеве самоврядування поширюється не лише на сушу атола/острова, але й на море і морське дно внутрішніх вод острова (тобто лагуну) і на води, що омивають острів океану і його дно на відстані 5 миль від базової лінії, від якої відлічуються територіальні води атолу або острову.

### Політичні партії
Традиційно на Маршаллових Островах відсутні будь-які формально організовані політичні партії. Ті з них, які називаються партіями, більше схожі на фракції або групи, що діють в інтересах певних кіл. У них відсутні штаб-квартири, офіційна ідеологія і навіть партійні структури. Двома загальновизнаними партіями країни є Партія Кабуа, або Aelon Kein Ad, (у перекладі з маршаллезької мови — «наші острови») і Об'єднана демократична партія. У країні також діє ще одна — Об'єднана народна партія — яка в січні 2008 року разом з Партією Кабуа сформувала уряд Маршаллових Островів.

### Збройні сили та поліція
У Республіці Маршаллові Острови відсутні постійні збройні сили. Однак, згідно з Договором про вільну асоціацію, відповідальність за безпеку та оборону країни несуть Сполучені Штати Америки. Вони повинні захищати Республіку Маршаллові Острова та її громадян від атак і загроз ззовні, перешкоджати доступу і використанню Маршаллових Островів військовим персоналом або для військових цілей будь-якою третьою державою, створювати та використовувати райони та спорудження військового призначення згідно з умовами Договору. США також можуть проводити воєнні дії та операції на суші, воді та в повітряному просторі Маршаллових Островів. Якщо інше не дозволено, США не повинні проводити детонацію або розміщати на території країни ядерну або будь-яку іншу зброю масового ураження, а також радіоактивні, хімічні або біологічні матеріали, які можуть завдати шкоди здоров'ю або безпеці населення Маршаллових Островів.
Внутрішню безпеку держави забезпечують формування національної поліції. 2004 року у Високому суді було розглянуто 100 кримінальних справ (2000 року — 160); поліцією міст Маджуро та Ебеє було заарештовано 3587 людей.

## Економіка

### Загальна характеристика
Характеристики, що визначають економічну ситуацію на Маршаллових островах, нічим не відрізняються від характеристик інших країн Океанії: величезна виняткова економічна зона, обмежені природні багатства, віддаленість від основних світових ринків збуту, дефіцит висококваліфікованих фахівців. Економіка Маршаллових Островів також переживає такі серйозні труднощі, як дефіцит державного бюджету, платіжного балансу і низький рівень внутрішніх заощаджень. Країна сильно залежить від коштів, котрі їй виділяють Азійський банк розвитку, США та інші країни світу. Тому розмір державного бюджету Маршаллових Островів багато в чому визначається розміром іноземної фінансової допомоги.
З усім тим, в останні роки в країні досягнута відносна економічна стабільність, хоча і збереглися слабкі сторони місцевої економіки та негативний вплив зовнішніх та інших факторів, які можуть звести нанівець досягнуті економічні успіхи . Найбільш стабільними компонентами ділової активності на Маршаллових Островах є державний сектор та фінансові й економічні доходи від дослідницького полігону Рейгана (США) на атолі Кваджалейн , який також є великим роботодавцем (на ньому працює від 1200 до 1300 маршалльців). Останніми роками також відбуваються покращення у приватному секторі, однак, він не досяг достатньої потужності, щоб розв'язати проблему збільшення кількості безробітних. Державний і приватні сектори залишаються особливо чутливими до коливань на зовнішньому ринку: наприклад, після терористичного акту 11 вересня 2001 року в США та епідемії пташиного грипу в Азії 2001—2004 років на островах стався різкий спад кількості туристів. Негативно позначається на економіці зростання цін на паливо, яке повністю ввозиться в країну.
Згідно з даними уряду Маршаллових Островів, 2007 року ВВП країни становив близько 149 млн доларів США, а ВВП на душу населення — 2 851 долар США. Національний економічний ріст Островів дуже нерівномірний. 2007 року зростання ВВП склало 2 %, 2004 року — 5,6 %, у той час, як з 1996 по 1999 роки він був негативним (1996 року — −10,3 %, 1999 року — −2,9 %).
Головними секторами економіки Маршаллових Островів є сфера послуг та сільське господарство. Туризм — одна з галузей економіки країни, які динамічно розвиваються.
Згідно з оцінкою 2005 року, рівень інфляції в країні становив 3 %.
Завдяки низьким податкам держава є популярною офшорною зоною.

### Сільське господарство
Попри те, що обсяги сільськогосподарського виробництва на Маршаллових Островах невеликі, сільське господарство відіграє важливу роль у житті місцевого населення і є одним із ключових секторів економіки країни. Кількість землі, придатної для обробки, обмежена через невелику площу атолів і низьку родючість місцевих ґрунтів.
Продовольчі культури вирощуються домашніми господарствами в основному для власного споживання. Найважливішими з них є кокосова пальма, хлібне дерево, панданус, банани, таро. Серед інших широко розповсюджених культур домінують ананаси, огірки, кавуни, стручковий перець, капуста, томати, баклажани, гарбуз і червоний перець. М'ясне виробництво задовольняє лише внутрішній ринок.
Одним з найважливіших сільськогосподарських продуктів країни є копра, яку виробляють в основному на віддалених островах архіпелагу. Уряд субсидіює ціни на цей продукт, щоб підтримувати добробут місцевих жителів. Субсидування здійснюється за рахунок закупівлі урядом копри за ціною вище ринкової, кошти надає урядова компанія «Tobolar». У 2004 і 2005 роках сума склала 900 000$. У 2004 році, завдяки гранту від Тайваню на Маршаллових Островах, окрім кокосової олії, почали виробляти мило та іншу продукцію.

### Рибальство
На тлі зростання населення країни Уряд Маршаллових Островів оголосив розвиток рибальського сектора економіки одним із пріоритетних напрямків діяльності.
Прибережне рибальство відіграє важливу роль у житті маршалльців. Особливу цінність, крім окремих видів риб, являють різноманітні ракоподібні, насамперед краби, які йдуть на внутрішній ринок. На атолах Наморік і Маджуро діють ферми, в яких вирощують перлини, а на Лікіепі — станція з вирощування гігантських тридакн.
Основу експорту країни становить тунець, однак його вилов здійснюють переважно іноземні судна, яким надається ліцензія на право вилову риби у Винятковій економічній зоні Маршаллових Островів. При цьому дохід від ліцензування багато в чому залежить від погодних умов — наприклад найбільша кількість тунця у водах країни зазвичай спостерігається під час Ель-Ніньйо. У той самий час, через зміну шляхів міграції тунця в останні роки обсяг вилову риби різко зменшився. Негативно на економіці країни позначилося також закриття 2004 року заводу з виробництва філе тунця. Дане виробництво було вигідне у першу чергу тим, що забезпечувало роботою від 100 до 520 місцевих жителів, а також було великим платником податків.

### Транспорт

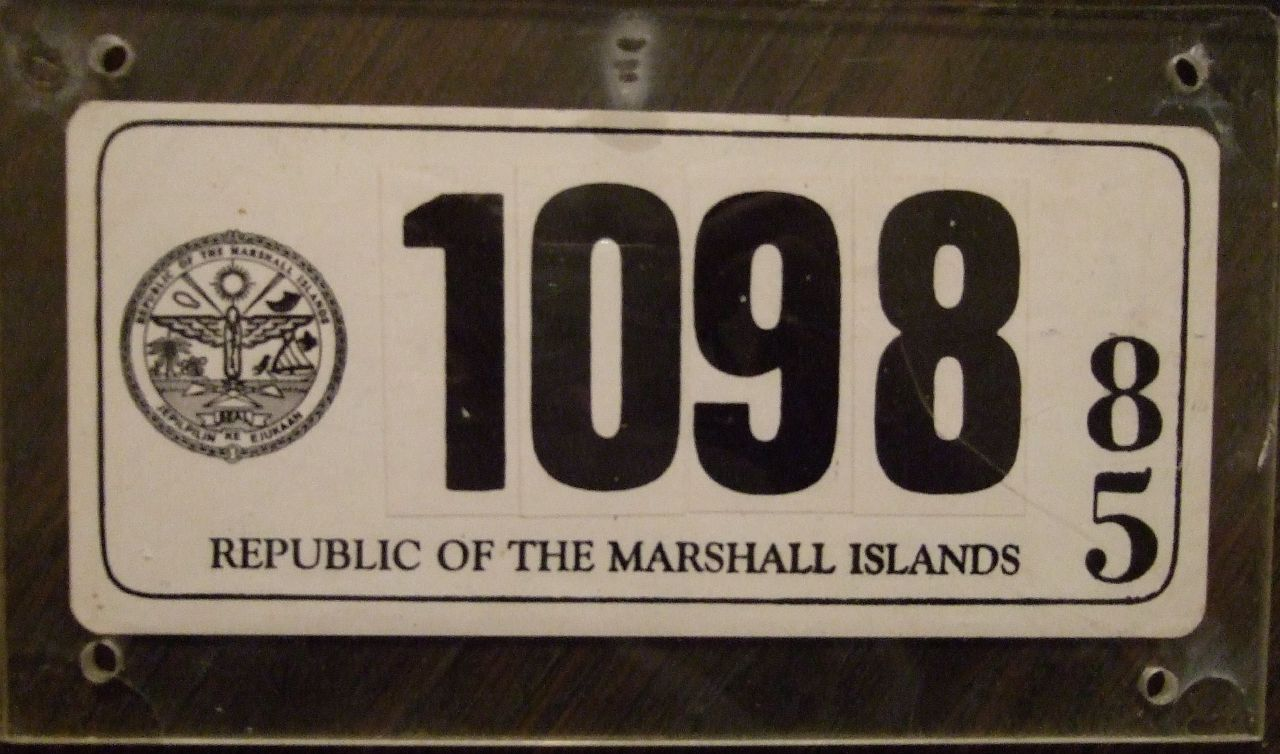
Номерний знак автівки, який використовувався у 1985 року на Маршаллових Островах, був звичайнісіньким стікером

2007 року довжина шосейних доріг Маршаллових Островів становила 2028 км (в тому числі 75 км швидкісних доріг). У республіці відсутній залізничний транспорт.
Компанія «Air Marshall Islands» є національним авіаперевізником, що здійснює внутрішні перельоти. Компанія була заснована 1980 року під назвою «Airline of the Marshall Islands», з 1990 року отримала сучасну назву. Іншими авіакомпаніями, що здійснюють польоти на Маршаллові Острови, є «Continental Airlines» (польоти з Гонолулу та острова Гуам на острови Маджуро і Кваджалейн) і «Our Airline / Air Nauru» (польоти з Брисбену (Австралія) та Наді (Фіджі)). Всього 2007 року в країні діяло 15 летовищ, однак, лише у чотирьох з них злітно-посадкова смуга мала тверде покриття.
На острові Маджуро діє громадський транспорт (чартерні автобуси), але найпопулярнішим видом транспорту є таксі. Вартість проїзду коливається від 50 центів до 2 доларів (між найвіддаленішими точками острова). При цьому водій має право підсаджувати попутників. Морське сполучення, як внутрішнє, так і міжнародне, здійснюється компанією «Central Pacific Maritime Agency». Найбільший порт країни — Маджуро.

### Зв'язок
Преса Маршаллових Островів представлена лише двома виданнями: газета «Marshall Islands Gazette» належить уряду країни та публікується один раз на місяць; журнал «Marshall Islands Journal» є приватним і видається щотижня англійською та маршальською мовами. На островах працює одна AM-станція, і три FM-станції: V7AB (належить уряду Маршаллових Островів), V7AA (релігійна радіостанція), «Micronesia Heatwave» (приватна). У деяких районах країни можна спіймати сигнал радіостанції та телеканалу американських військових, що знаходяться на атолі Кваджалейн. Канал MBC TV є державним.
На островах доступні різні види телекомунікаційних послуг: телекс, телефонія, доступ до Інтернету. З іншими островами можна зв'язатися через супутниковий або радіотелефон. 2004 року в країні в користуванні було 4500 домашніх телефонів і 600 мобільних телефонів. 2006 року на Маршаллових Островах Інтернетом користувалося 2200 осіб.

### Туризм
Туристичний сектор економіки Маршаллових Островів залишається у зародковому стані, оскільки кількість туристів залишається досить низькою у порівнянні з іншими країнами Мікронезії. Основний потік туристів направляється на острів Маджуро. 2004 року острів відвідало 9007 осіб, 2001 року — 5444 осіб, 1999 року — 6116 осіб. Архіпелаг переважно відвідують громадяни США та Японії. 2003 року загальна кількість туристів із США зменшилася на 3 %, у той час, як з Японії збільшилася приблизно на 2,5 %. Основними видами відпочинку для іноземців є підводне плавання, спортивна риболовля, культурний туризм, плавання на яхті.
На розвиток туризму негативно впливають декілька факторів: надто висока вартість та тривалість польоту до Маршаллових Островів, нерозвинена інфраструктура, а також радіоактивна забрудненість регіону.
Громадяни США та їхніх територій, Палау, Федеративних Штатів Мікронезії, країн Форуму тихоокеанських островів, у тому числі Австралії та Нової Зеландії не мають потреби в отриманні візи для в'їзду до країни. Громадянам Японії, Кореї, Тайваню і Філіппін при в'їзді в країну віза видається терміном дії не більше, як на 30 днів. У туристів повинен бути зворотний квиток та паспорт, термін дії якого закінчується не раніше, ніж через рік. Для громадян інших держав потрібен паспорт з в'їзною візою і зворотний квиток.
12 лютого 2020 року була затверджена угода між урядами України та Республіки Маршаллові острови про скасування віз. Громадяни двох держав мають можливість подорожувати цими країнами без віз строком до 90 днів протягом 180 днів.

### Зовнішні економічні зв'язки
Основними статтями експорту Маршаллових Островів є сільськогосподарська продукція (копра, кокосова олія, риба). Країна залежить від імпорту продовольства, промислових товарів, машин та палива. Імпорт у багато разів перевищує експорт. У 2000 року обсяг експорту склав 9,1 млн доларів, а імпорту — 54,7 млн доларів.
Основними партнерами по імпорту у 2003 року були материкова частина США (54,1 %), Австралія (13,4 %), Гуам (11,3 %), Японія (4,9 %), Нова Зеландія (3,4 %) , Гонконг (3,3 %), Тайвань (2,9 %). Основні партнери по експорту — США, Японія, Австралія, Китай.

### Грошова система і фінанси
Грошовою одиницею Маршаллових Островів є долар США.
У бюджеті 2007 року витрати становили 99,9 млн, а доходи (включно з іноземними надходженнями) — 98,9 млн. Згідно з даними 2004 року, доходи бюджету складалися з наступних статей: грошові кошти за умовами Договору про вільну асоціацію з США — 31 %, федеральні та інші гранти — 26 %, податки — 25 %, цільовий фонд з відшкодування збитку за ядерні випробування — 5 %, інші джерела — 13 %. Основними статтями витрат були освіта (28 %), охорона здоров'я (20 %), спеціальні асигнування (7 %), витрати, пов'язані з вимогами щодо відшкодування шкоди від ядерних випробувань (6 %), амортизаційні витрати (6 %), транспорт і комунікації (4 %), витрати на обслуговування боргів (1 %), інші витрати — 28 % [110].
Внутрішня Банкова система представлена двома закордонними (Банк Гуаму в Маджуро і Банк Гаваїв в Ебейе) і одним місцевим банком (Банк Маршаллових Островів). Банк Маршаллових Островів, що нині має широку мережу філій по всій країні, було створено 8 листопада 1982 року.

## Демографія

### Чисельність і розміщення

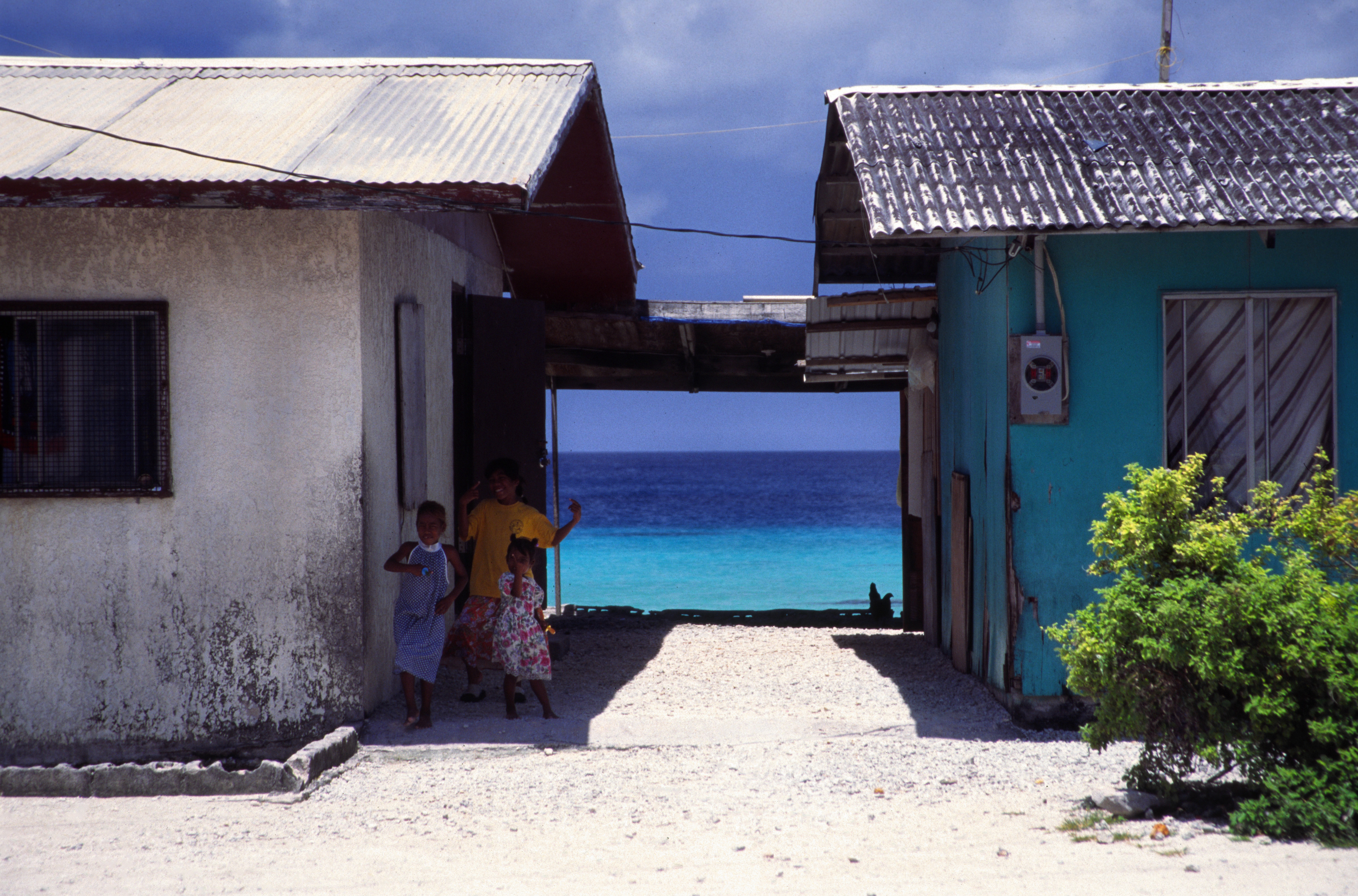
Житлові будинки і маленькі діти на атолі Маджуро

Перший офіційний перепис населення Маршаллових Островів відбувся 1920 року. Тоді на островах проживало 9 800 людей. Аж до 1958 року темпи росту населення були повільні, але з 1958 по 1967 рік щорічний приріст населення досяг 3,4 %, а згодом і 4 %. Однак, вже у 1988—1989 роках ця цифра впала до 1,5 %, попри те, що рівень народжуваності у цей час залишався дуже високим. Тенденція зниження приросту населення була викликана збільшенням міграції населення в іноземні держави, насамперед у США. Згідно з переписом 1999 року, чисельність населення Маршаллових Островів також зросла на 1,5 %, згідно з оцінкою 2008 року — на 2,1 %. На тлі росту населення міст Маджуро й Ебеє на віддалених островах країни, Джабат, Джалуіт, Меджіт, Наморік та Уджае, навпаки, спостерігається зменшення чисельності населення, а на островах Аілук, Лае, Малоелап і Утірік ріст населення 1999 року склав менше ніж 1 %.
Загальною тенденцією останніх років став відтік населення з віддалених островів Республіки в єдині міста країни, Маджуро на атолі Маджуро та Ебеє на атолі Кваджалейн. Наприклад, 1930 року в Маджуро проживало усього лише 753 осіб, а вже 1999 року — 23 676 осіб. (ріст у 31,4 раза); в Ебеє 1930 року — 19 осіб, 1999 року — 9345 осіб (ріст у 491,8 раза). Це створює збільшене навантаження на ресурси й землі обох островів, приводить до берегової ерозії, негативно позначається на місцевій екосистемі, і сприяє знищенню місцевої флори та фауни. У випадку ж значного підвищення рівня Світового океану або зміни глобального клімату концентрація населення в окремих островах може привести до серйозних соціальних і економічних наслідків. Згідно з оцінкою міністерства планування й статистики Маршаллових Островів, до 2010 року чисельність населення країни може досягти 95 000 осіб.

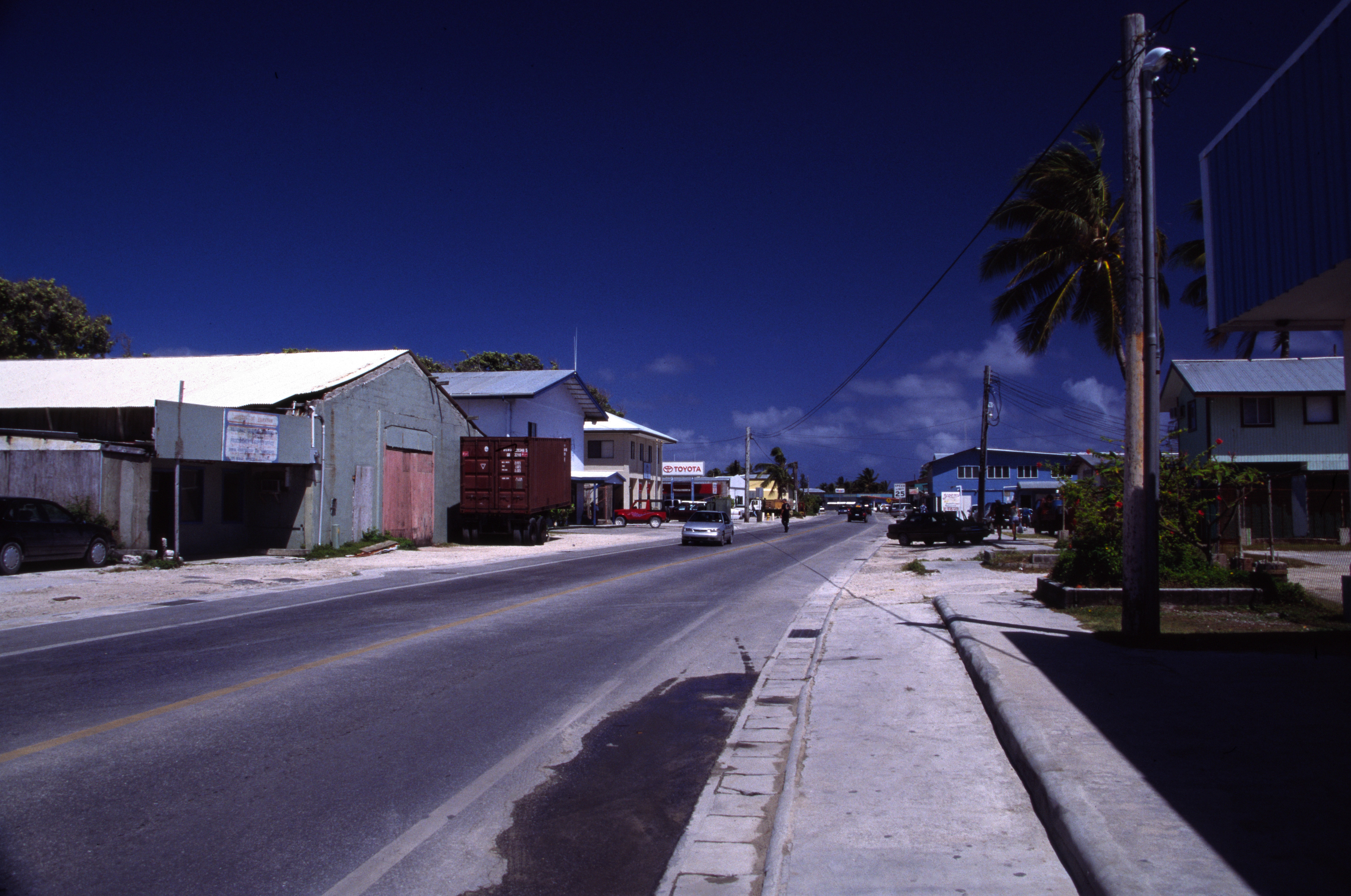
Головна вулиця Маджуро — Main Road

Згідно з останнім переписом 1999 року чисельність населення Маршаллових Островів становила 50 840 чол., при цьому, у столиці держави, місті Маджуро, проживало понад 25 тисяч осіб. До 2008 року ця цифра збільшилася до 63 174 осіб.. Таким чином, менше, ніж за 100 років чисельність населення Маршаллових Островів зросла у 5 разів. 1999 року на островах ланцюга Ратак проживало 30 925 чол., а на островах ланцюга Ралік — 19 915 осіб. Найвища щільність населення була на атолі Маджуро: 6314 чол. на км². Найнижча — на атолах Бікіні та Ронгелап: 6 чол. на км².
Згідно з переписом 1999 року частка чоловіків становила 51,2 %, а жінок — 48,8 %. Частка міського населення станом на 1999 рік — 68 %, сільського — 32 %.
Частка дітей до 14 років 1999 року становила 42,9 %, дорослого населення від 15 до 50 років — 49,4 %, старше 50 років — 7,7 %. Середня тривалість життя чоловіків 1999 року — 65,7 року, жінок — 69,4 року.

### Етнічний склад
Абсолютну більшість населення Маршаллових Островів становлять маршальці. Це — мікронезійський народ, який поділяється на дві етнографічні групи: райлік і рахтак (у географії використовується трохи інша вимова — ралік і ратак: так називають два острівні ланцюги країни).
Частка іноземців, які проживають у країні, становить усього 2,3 % — це найнижчий після Північних Маріанських островів показник серед тихоокеанських держав. Найбільшою немаршальською етнічною групою є народ косрае з острова Кусаіе у складі Каролінських островів. На Маршаллових Островах також проживає невелика група американців і філіппінців.

### Мови
Окрім англійської, офіційною мовою Маршаллових Островів є маршальська мова, котра належить до мікронезійських мов. Загальна чисельність її носіїв 1979 року становила близько 43 900 осіб.
У мові використовується латинський алфавіт, доповнений діакритичними знаками. Він складається з 22 приголосних (плюс один задньопіднебінний звук, що не відбивається в написанні) і чотирьох голосних звуків, кожен з яких має по кілька алофонів. Орфографія маршальської мови вкрай нестабільна. Існує кілька прийнятих варіантів орфографії, однак написання в кожному з них непослідовне.

### Релігійний склад
Панівною релігією на Маршаллових Островах є християнство, розповсюджене на архіпелазі місіонерами в XIX столітті. Першими з них були конгрегаціоналісти з Бостона, які висадилися на атолі Ебон 1857 року. Перші католицькі місіонери з'явилися на Маршаллових островах у 1899 року, згодом побудувавши на атолі Джалуіт церкву.
2008 року частка протестантів становила 54,8 %, послідовників Асамблеї Божої — 25,8 %, католиків — 8,4 %, мормонів — 2,1 %.

## Суспільство

### Охорона здоров'я
Система медичних установ Маршаллових Островів включає дві лікарні, що розташовані в містах Маджуро та Ебеє, і 49 центрів здоров'я на віддалених островах. Лікарня Маджуро має 97 ліжок, а також обладнання, необхідне в загальній медицині, хірургії, ортопедії, акушерстві, гінекології, педіатрії, офтальмології та стоматології. Лікарня Ебеє обслуговує населення Кваджалейну та прилеглих островів, має 43 ліжка.
Останніми роками в країні відзначено покращення в системі охорони здоров'я (наприклад, зниження дитячої смертності, збільшення тривалості життя). Одначе, через високий приріст та щільність населення, зросла кількість людей з такими захворюваннями, як туберкульоз і лепра.
В окремих районах Маршаллових Островів послуги в галузі охорони здоров'я відрізняються низькою якістю, що негативно позначається на здоров'ї місцевого населення. Відповідно до проведеного дослідження, що тривало з 1995 по 1999 рік, 27 % дітей віком до п'яти років не отримували достатньої кількості поживних речовин, а 57 % населення у віці від 18 до 50 років страждали від ожиріння.
Заходи уряду Маршаллових Островів з профілактики захворюваності здійснюються досить повільно. Більшість грошових ресурсів, що виділяються для охорони здоров'я, йдуть на проведення різних програм з боротьби з захворюваннями, які пов'язані з неправильним способом життя, як то діабет, гіпертонія, серцево-судинні захворювання і рак. Часто хворі змушені лікуватися за межами країни, наприклад, у Гонолулу (Гаваї, США) або Манілі (Філіппіни).
Багато громадян Маршаллових Островів страждає від ракових захворювань, захворювань щитоподібної залози і різних пухлин, викликаних радіацією, причиною якої стали ядерні випробування на атолах Бікіні та Еніветок.

### Освіта
Перед системою освіти Маршаллових Островів стоїть безліч проблем, перш за все викликаних необхідністю поліпшення викладання на всіх рівнях навчання.
Освітня система країни складається з чотирьох основних ступенів:
- Дошкільна освіта для дітей від трьох до п'яти років, здійснюється через центри державної програми «Head Start Program» (всього 49 центрів) та школи з відповідними програмами (3 державні і 13 приватних);
- Обов'язкова початкова освіта для дітей у віці від шести до чотирнадцяти років, здійснюється через систему державних і приватних шкіл (всього 100 шкіл);
- Середня освіта для дітей від п'ятнадцяти до вісімнадцяти років, здійснюється через систему державних і приватних шкіл (всього 17 шкіл);
- Середня спеціальна освіта, здійснюється через Коледж Маршаллових Островів (англ. College of Marshall Islands) та освітню програму USP-CMI[92].

У місті Маджуро також є кампус Південнотихоокеанського університету, побудований 1993 року.
У період з 1988 по 1999 роки на Маршаллових Островах значно зросла кількість учнів: у початкових школах — з 11 581 до 12 421 особи, у середніх школах — з 1910 до 2667 осіб. Однак, в наступні роки кількість учнів початкових шкіл знизилася, що пов'язано переважно з відтоком населення в інші країни (перш за все, США): 2004/2005 навчального року в початкових школах навчалося 10 281 особа. Частка учнів від загального числа дітей, які досягли необхідного для відвідування школи віку залишається досить низькою (цей показник збільшився незначно: з 81,9 до 84,1 % для початкових шкіл і з 46,7 до 69,5 % у середніх школах).

## Культура

### Соціальна організація
Ще до появи на Маршаллових островах європейців, місцеве населення було поділене на окремі групи, члени яких мали певні права та обов'язки. В основі соціальної організації маршалльського суспільства лежало питання власності на землю. Кожне поселення складалося з декількох матрилінійних кланів (або марш. Jowi). Основною формою соціальної організації був рід (або марш. Bwij), котрий являв собою групу людей, що відносять своє походження до загального предка, і побудований на основі матрилінійної системи, в якій усі земельні права передавалися по материнській лінії. Голова клану (або марш. Alab) — здебільшого найстаріший чоловік головної лінії роду — керував землеволодіннями, які належали клану. Землеволодіння (або марш. Wāto) являло собою невелику смужку землі, яка тягнулась від лагуни до океанічного узбережжя. Одне або більше землеволодінь, знаходилося під контролем матрилінійної лінії. Місцеві вожді (або марш. Irooj) володіли правом на весь атол або його частину (моту). Глави кланів організовували та управляли діяльністю людей, виділяли родам в межах одного клану землю для користування, а також організовували та стежили за роботою общинників, які забезпечували місцевих вождів їжею, підносили їм різні дари (або марш. Ekkan). Члени громади володіли земельними правами, але вони постійно перерозподілялися головою клану. Постійними земельними правами був наділений лише місцевий вождь, але тільки до тих пір, доки його не буде переможено іншим вождем.

### Спорт
Маршаллові Острови не є членом Конфедерації футболу Океанії та ФІФА, тому її національна збірна не може брати участі в регіональних та міжнародних турнірах.
1 травня 2007 року в країні були проведені перші Національні ігри, на яких було представлено дев'ять видів спорту: софтбол, настільний теніс, теніс, баскетбол, волейбол, легка атлетика, веслування на каное та дві традиційні спортивні гри. Ці заходи зібрали близько 1000 учасників.
Найпопулярнішим видом спорту серед чоловіків на островах є баскетбол. Щорічно національною баскетбольною федерацією проводяться змагання. Тенісом в основному займаються на атолі Маджуро, а місцеві тенісисти беруть участь в Південнотихоокеанських іграх.
У зимових Олімпійських іграх країна жодного разу не брала участь. На літніх Олімпійських іграх Маршаллові Острови були вперше представлені у 2008 року, в Пекіні (Китай). Республіку представляли п'ятеро спортсменів, які брали участь у змаганнях з легкої атлетики, плавання і тхеквондо, але жоден з них не зайняв призового місця.

### Свята
| Дата                     | назва                                           | Англомовна назва                |
| ------------------------ | ----------------------------------------------- | ------------------------------- |
| 1 січня                  | Новий рік                                       | New Year's Day                  |
| 1 березня                | День помилок і пам'яті жертв ядерних досліджень | Memorial & Nuclear Victim's Day |
| п'ятниця перед Пасхою    | Велика п'ятниця                                 | Good Friday                     |
| 1 травня                 | День Конституції                                | Constitution Day                |
| перша п'ятниця червня    | День рибалки                                    | Fisherman's Day                 |
| перша п'ятниця вересня   | День праці                                      | Rijerbal (Worker's) Day         |
| остання п'ятниця вересня | День традицій                                   | Manit (Custom) Day              |
| 17 жовтня                | День президента                                 | President's Day                 |
| перша п'ятниця грудня    | День Євангелія                                  | Gospel Day                      |
| 25 грудня                | Різдво                                          | Christmas Day                   |